# صنطولينة
صنطولينة أو القَيْصُوم أو قيصوم جبل (الاسم العلمي: Santolina)، هو جنس من النباتات ينتمي إلى فصيلة النجمية. وهي شجيرات صغيرة دائمة الخضرة تنمو بطول يتراوح من 10 إلى 60 سم (4-24 بوصة). تتواجد في المقام الأول في غرب البحر المتوسط.